# 梵蒂冈国家足球队
梵蒂岡足球代表隊（Vatican City National Football Team）是梵蒂岡派出的一支認可官方足球代表隊，該球隊是九個未加入國際足總的主權國家代表球隊之一，其他國家包括摩納哥、圖瓦盧、基里巴斯、密克羅尼西亞、瑙魯、馬紹爾群島及帕勞以及英國（僅有旗下四個地區代表球隊分別加入國際足總）。
梵蒂岡國家足球隊成立於1972年，現任主席是多明尼哥·羅傑里歐（英語：Domenico Ruggerio），總教練則是詹法蘭柯·關達挪利（英語：Gianfranco Guadagnoli）。

## 足球隊介紹
由於梵蒂冈的面積過小（只有0.44平方公里），基本無法在國內建設足球場，此代表隊的主場為位於義大利羅馬省的阿尔巴诺拉齐亚莱的庇護十二世球場（義大利語：Stadio Pio XII），是世上少有的國家足球代表隊將球隊主場位於該國境外的例子。
2002年時球隊再度組成，2002年11月23日曾經與摩納哥打成0比0平手。梵蒂岡國家足球隊於2006年曾經與瑞士一支足球隊SV Vollmond進行一場友誼賽，最終梵蒂岡足球隊以五比一勝出。
梵蒂岡足球代表隊成員皆為梵蒂岡的雇員組成，像是宗座瑞士近衛隊、梵蒂岡政府雇員、梵蒂岡郵政成員組成，由於有梵蒂岡國民資格者中占多數是宗座瑞士近衛隊的成員他們無法長時間參與球隊的運作，因此長久以來梵蒂岡足球隊能參與國際比賽的機會不多，也只以友誼賽為主。
2006年12月18日，聖座國務卿塔爾奇西奧·貝爾托內樞機表示不排除在未來組織一支實力強橫的足球隊，希望能與羅馬、國際米蘭和森多利亞等意甲勁旅一較高下，同時梵蒂岡會舉辦一項名為神職者盃足球賽（Clericus Cup）的賽事。